# Rivolta di novembre

La rivolta di novembre (1830-1831), anche conosciuta come rivoluzione cadetta, fu una ribellione armata contro il dominio dell'Impero russo in Polonia e Lituania.
La rivolta ebbe inizio il 29 novembre 1830 a Varsavia, quando un gruppo di giovani cospiratori dell'accademia militare dell'esercito imperiale russo di Varsavia si ribellarono, capeggiati da Piotr Wysocki. Questi giovani furono subito sostenuti da gran parte della società polacca. Nonostante diversi successi locali, la rivolta fu poi sedata dall'esercito russo di Ivan Paskevič, superiore numericamente, e la resistenza fu abbattuta.

## La Polonia prima della rivolta
Dopo le spartizioni della Polonia, la Polonia cessò di esistere come entità politica indipendente. Tuttavia, le guerre napoleoniche e la partecipazione polacca nella guerra contro l'Impero russo e quello asburgico ebbero come effetto la creazione del Ducato di Varsavia. Il Congresso di Vienna pose poi fine all'esistenza dello stato nel 1815 e divise praticamente la Polonia tra Russia, Prussia e Impero asburgico. L'Impero austriaco si annetté alcuni territori nel sud, la Prussia prese il controllo sul semi-autonomo Granducato di Poznań a ovest e la Russia assunse l'egemonia sull'entità politica semi-autonoma chiamata Regno di Polonia del Congresso.
Inizialmente, il Regno del Congresso godette di un certo grado di autonomia interna e fu soggetto al dominio russo solo indirettamente. Unito alla Russia per mezzo di un'unione personale, con lo zar come re di Polonia, i polacchi poterono eleggere il loro Parlamento (il Sejm) e il governo; il regno aveva i suoi tribunali, l'esercito e le finanze erano separate da quelle dell'Impero. Con il passare del tempo, tuttavia, le libertà concesse al Regno furono gradualmente diminuite e la costituzione del regno fu progressivamente ignorata dalle autorità russe. Diversamente dallo zar Alessandro I, il fratello Nicola I non andò mai in visita a Varsavia e non fu mai incoronato re di Polonia. Egli nominò invece il granduca Costantino Pavlovich di Russia come governatore generale militare della Polonia, mentre la carica di viceré e primo ministro era vacante.
Nonostante le numerose proteste dei vari politici polacchi che sostenevano attivamente l'unione personale, il granduca Costantino non intese osservare la costituzione, che era una delle più progredite nell'Europa dell'epoca. Perseguì le organizzazioni sociali e patriottiche polacche, l'opposizione liberale della fazione Kaliszanie e sostituì i polacchi con i russi nelle posizioni amministrative più importanti. Pur avendo sposato una polacca (Joanna Grudzińska), fu generalmente visto come nemico della nazione polacca. Inoltre, il suo comando dell'Esercito polacco portò a gravi conflitti con il corpo degli ufficiali. Queste frizioni portarono a diverse cospirazioni all'interno della nazione, principalmente nell'esercito.

## Lo scoppio
La battaglia armata ebbe inizio quando un gruppo di cospiratori condotti da un giovane cadetto della scuola degli ufficiali di Varsavia, Piotr Wysocki, imbracciò le armi il 29 novembre 1830 e attaccò il Palazzo del Belweder, la sede principale del granduca. La scintilla che portò allo scoppio della rivolta fu il progetto russo di utilizzare l'Esercito Polacco per sopprimere la rivoluzione di luglio in Francia e la rivoluzione belga, il che avrebbe costituito una grave violazione della costituzione polacca. I ribelli riuscirono a penetrare nella residenza, ma il granduca Costantino scappò travestendosi da donna. I ribelli tornarono quindi al principale arsenale cittadino, occupandolo dopo una breve battaglia. Il giorno seguente i civili polacchi armati obbligarono le truppe russe a lasciare Varsavia, facendole ritirare a nord della capitale. Questo incidente è talvolta chiamato «Rivolta di Varsavia» o «Notte di Novembre» (in polacco: Noc listopadowa).

## La rivolta

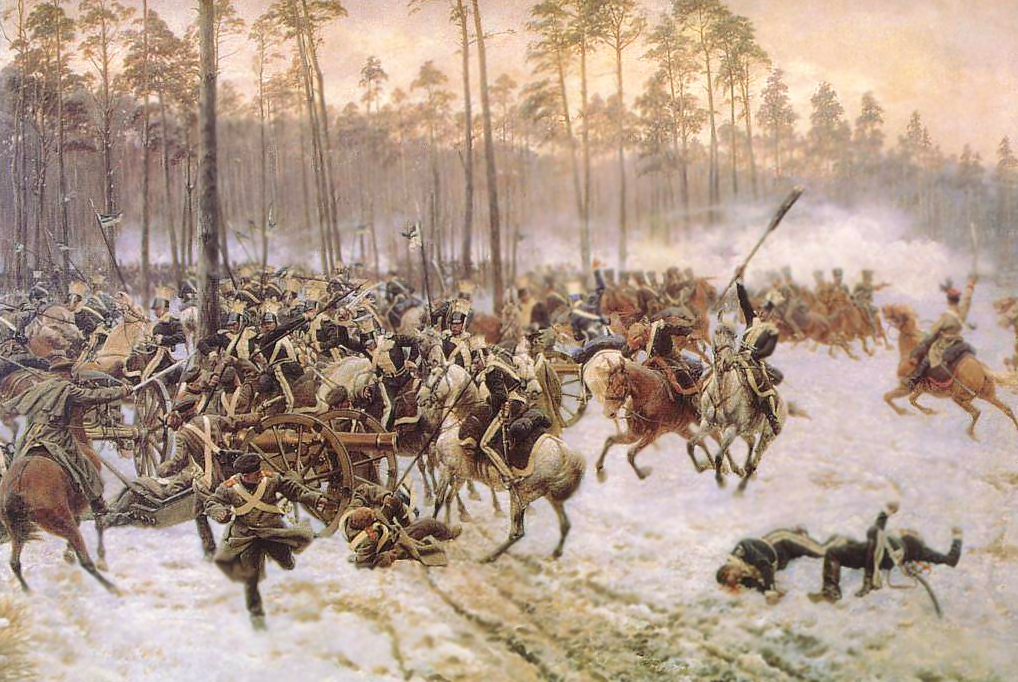
Battaglia di Stoczek.

Preso di sorpresa dalla rapida successione di eventi nella notte del 29 novembre, il governo polacco locale (consiglio amministrativo) si riunì immediatamente per prendere il controllo e per decidere le misure da attuare. I ministri poco popolari furono rimossi e uomini come il principe Adam Jerzy Czartoryski, lo storico Julian Ursyn Niemcewicz e il generale Józef Chłopicki presero il loro posto. I seguaci del principe Czartoryski cercarono inizialmente di negoziare con il granduca Costantino per cercare di sedare la rivolta pacificamente. Tuttavia, quando Czartoryski riferì al consiglio che Costantino era pronto a perdonare gli insorti e che la questione sarebbe stata sistemata in modo amichevole, Maurycy Mochnacki e altri radicali obiettarono rabbiosamente e chiesero una rivolta nazionale. Temendo un'immediata rottura con la Russia, il governo acconsentì a permettere a Costantino di lasciare la città con le sue truppe.
Mochnacki non si fidava del nuovo ministero e cercò di sostituirlo con il circolo patriottico, da lui organizzato. A una grande manifestazione pubblica del 3 dicembre a Varsavia, egli denunciò i negoziati tra il governo e il granduca Costantino che era scappato dalla città. Mochnacki invocò una campagna militare in Lituania per risparmiare alla nazione la devastazione di una guerra e per evitare il bombardamento delle scorte di cibo. La riunione adottò una serie di richieste da comunicare al Consiglio Amministrativo, inclusa l'istituzione di un governo rivoluzionario e un attacco immediato alle forze di Costantino. L'esercito polacco, con tutti i suoi generali tranne due, Wincenty Krasiński e Zygmunt Kurnatowski, si unì alla rivolta.

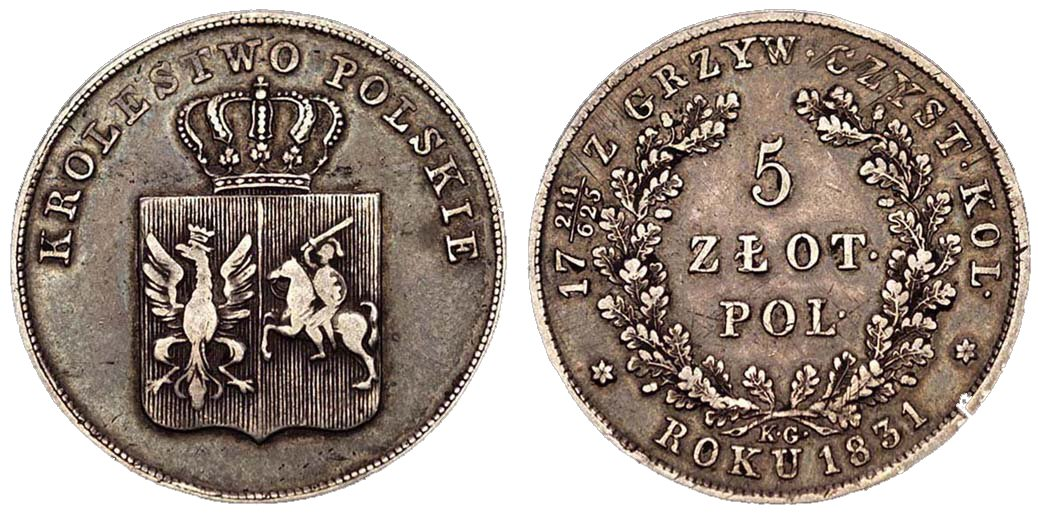
Moneta da 5 złoty dell'epoca.

Gli altri quattro ministri del governo pre-rivoluzionario lasciarono il consiglio amministrativo e i loro posti furono presi da Mochnacki e tre dei suoi soci del circolo patriottico, tra cui Joachim Lelewel. La nuova istituzione fu conosciuta con il nome di governo provvisorio; per legalizzare le sue azioni, il governo provvisorio ordinò la convocazione del Sejm e il 5 dicembre 1830 proclamò Chłopicki come dittatore della rivolta. Chłopicki considerava la rivolta come atto di follia, ma cedette alle forti pressioni e acconsentì ad acquisire temporaneamente il comando, nella speranza che non sarebbe stato necessario scendere in campo. Soldato abile e decorato, si era ritirato dall'esercito per l'inganno di Costantino. Egli sovrastimò il potere della Russia e sottostimò la forza e il fervore del movimento rivoluzionario polacco. Per temperamento e convinzione, era contrario a una guerra con la Russia, nel successo della quale non credeva. Accettò la dittatura essenzialmente per mantenere la pace interna e per salvare la costituzione.

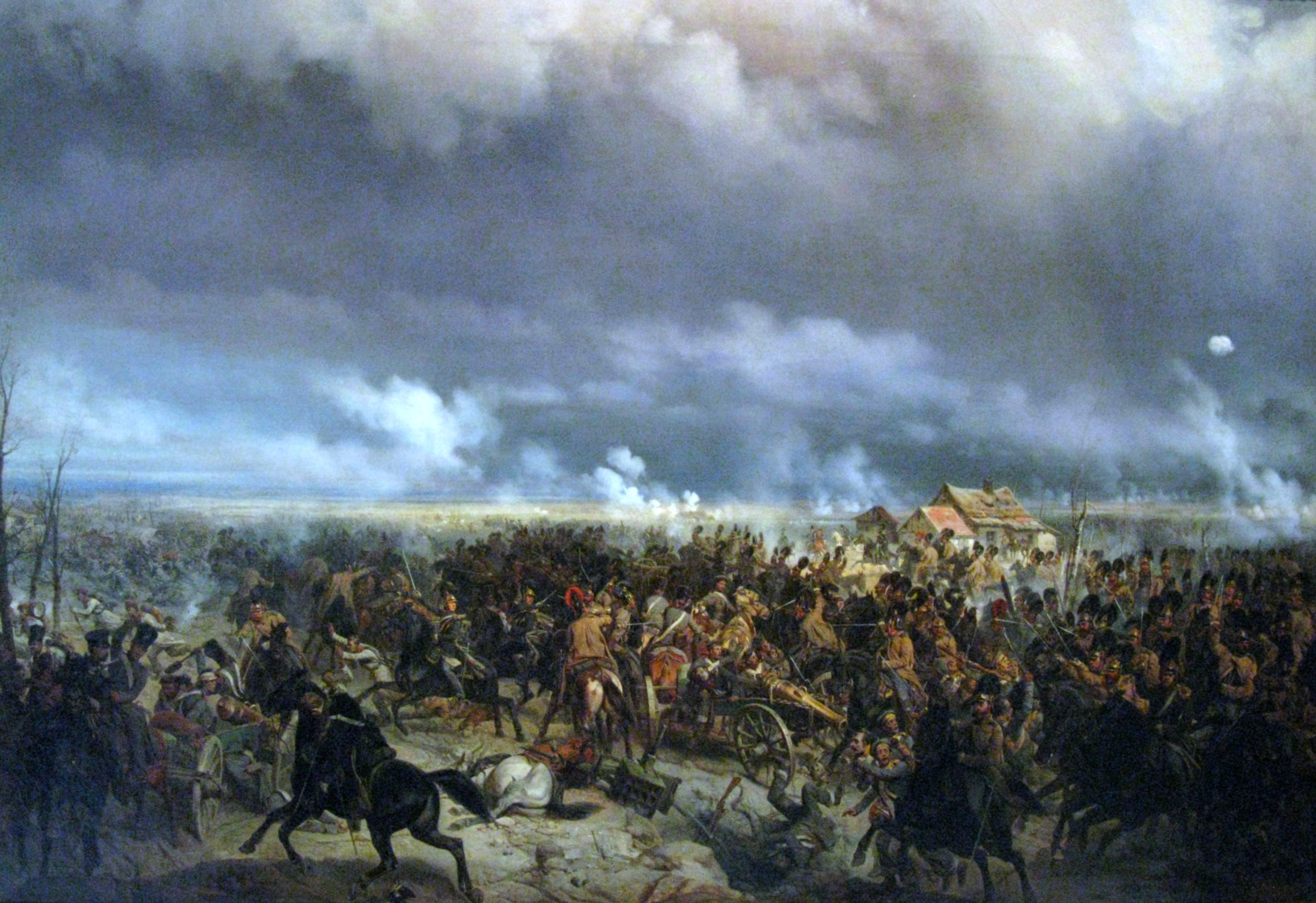
Battaglia di Olszynka Grochowska.

Credendo che lo zar Nicola non fosse consapevole delle azioni del fratello e che la rivolta potesse finire se le autorità russe avessero accettato la Costituzione, la prima mossa di Chłopicki fu quella di inviare il conte Franciszek Ksawery Drucki-Lubecki a San Pietroburgo per negoziare. Chłopicki non rafforzò ulteriormente l'esercito polacco e rifiutò di dare inizio alle ostilità armate espellendo le forze russe dalla Lituania. Tuttavia, i radicali di Varsavia spingevano per la guerra e la completa liberazione della Polonia. Il 13 dicembre il Sejm dichiarò la rivolta nazionale contro la Russia, e il 7 gennaio 1831 il conte Drucki-Lubecki tornò dalla Russia senza concessioni. Lo Zar richiese la resa completa e incondizionata della Polonia e annunciò che "i polacchi avrebbero dovuto arrendersi alla grazia del loro Imperatore". Avendo visto i suoi progetti fallire, Chłopicki si dimise il giorno seguente.
Il potere in Polonia era ora nelle mani dei radicali uniti nella Towarzystwo Patriotyczne (società patriottica), diretta da Joachim Lelewel. Il 25 gennaio 1831 il Sejm approvò l'atto di detronizzazione di Nicola I, che pose fine all'unione personale russo-polacca e fu equivalente a una dichiarazione di guerra alla Russia. La proclamazione dichiarava che "la nazione polacca era un popolo indipendente e aveva il diritto a offrire la corona polacca a chi considerava degno, da cui si aspettava fedeltà e rispetto al giuramento e alle garanzie di libertà civica".

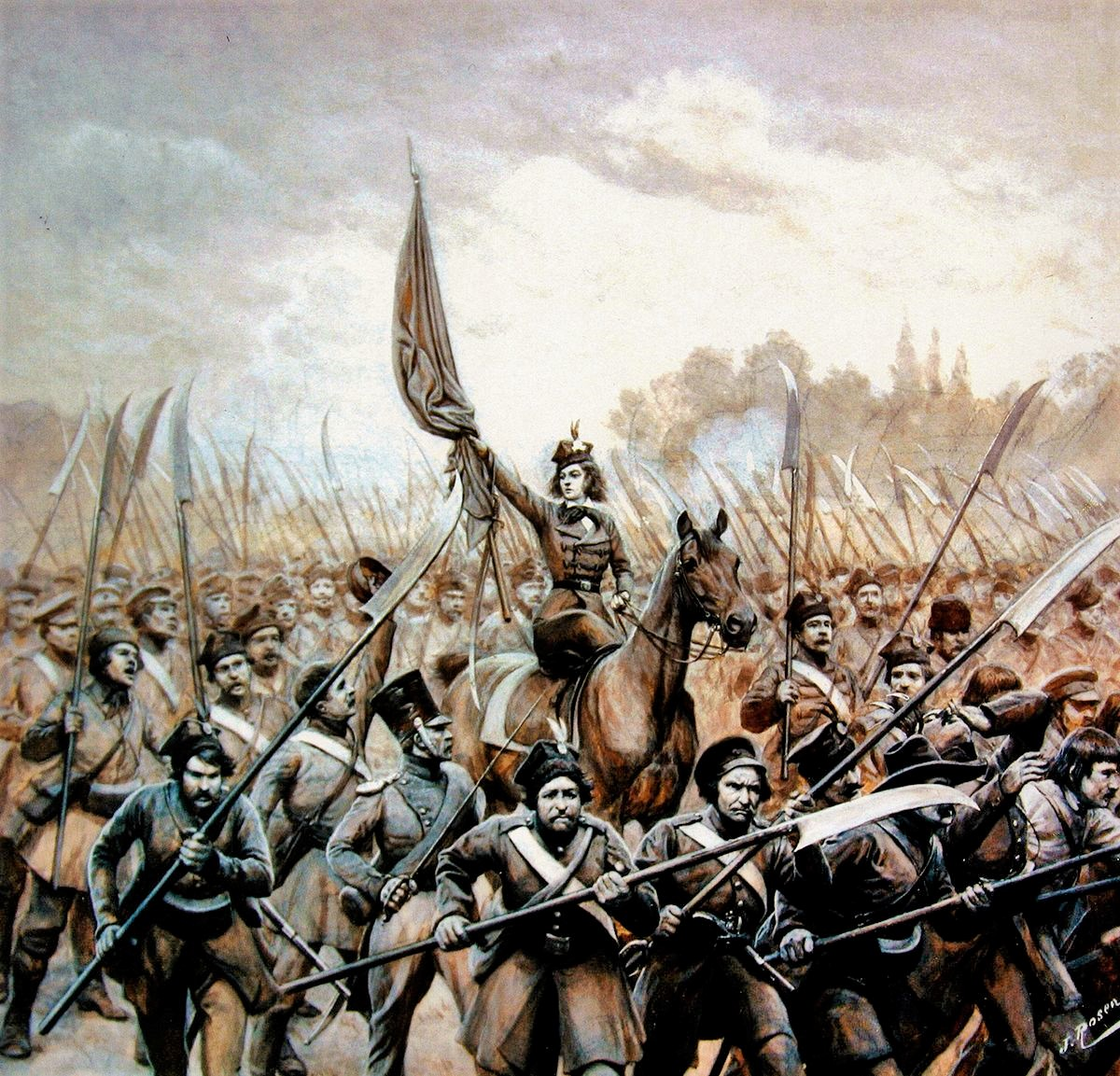
Emilia Plater che conduce i polacchi armati di falce, 1831.

Il 29 gennaio fu istituito il governo nazionale di Adam Jerzy Czartoryski, e Michał Gedeon Radziwiłł fu scelto come successore di Chłopicki. Chłopicki fu persuaso ad accettare il comando attivo dell'esercito.

## La guerra russo-polacca
Ormai era troppo tardi per spostare il teatro delle ostilità in Lituania. In pochi giorni, 115 000 soldati russi comandati dal feldmaresciallo Hans Karl von Diebitsch attraversarono i confini polacchi. La prima battaglia principale ebbe luogo il 14 febbraio 1831 presso il villaggio di Stoczek Łukowski, presso Łuków. Alla battaglia di Stoczek, la cavalleria polacca di Józef Dwernicki sconfisse la divisione russa di Teodor Geismar, tuttavia la vittoria ebbe principalmente un effetto psicologico e non poté arrestare l'avanzata russa verso Varsavia. Le successive battaglie di Dobre, Wawer e Białołęka, furono inconcludenti.
Le forze polacche si riunirono sulla sponda destra della Vistola per difendere la capitale. Il 25 febbraio, un contingente polacco di circa 40 000 persone incontrò le forze russe composte da 60 000 persone a est di Varsavia, nella battaglia di Olszynka Grochowska. Entrambi gli eserciti si ritirarono dopo quasi due giorni di pesanti combattimenti, e con considerevoli perdite da entrambe le parti. Più di 2 000 polacchi caddero sul campo, e il numero dei morti nell'esercito russo fu ancora maggiore. Diebitsch fu obbligato a ritirarsi a Siedlce. Varsavia fu salvata.
Chłopicki, le cui qualità da soldato si rinvigorirono alle avvisaglie di guerra, fu ferito in azione e il suo posto fu preso dal generale Jan Skrzynecki che, come il predecessore, aveva ottenuto onori nel periodo napoleonico per il coraggio dimostrato. Disprezzato dal granduca Costantino, si era ritirato dal servizio, condivideva con Chłopicki la convinzione della futilità di una guerra con la Russia, ma con l'apertura delle ostilità, prese il comando di un corpo da combattimento e combatté presso Grochov. Quando il vecchio Michał Radziwiłł si arrese alla dittatura, Skrzynecki fu scelto per succedergli e tentò di porre fine alla guerra tramite negoziati con i russi, e sperò in un intervento di una potenza straniera.

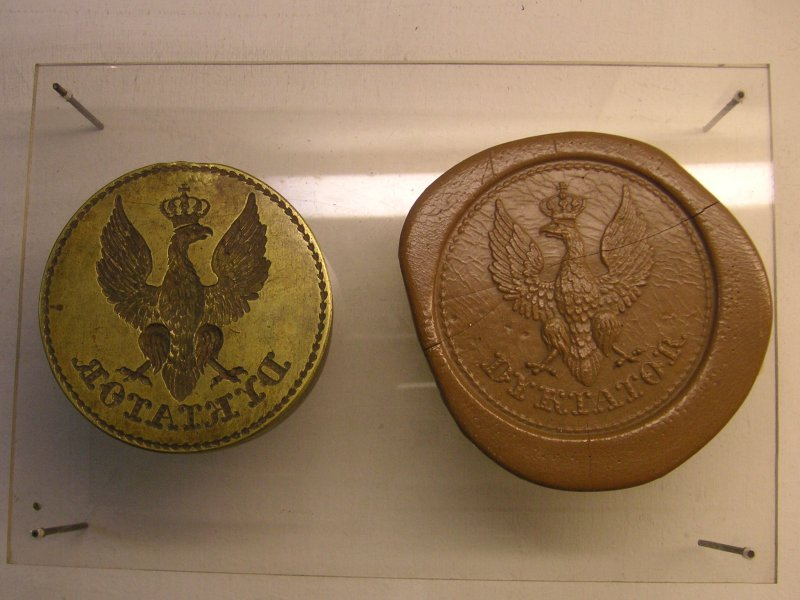
Marchio del dittatore della rivolta.

In tutta Europa si sollevarono gli eco dei simpatizzanti con le aspirazioni polacche: sotto la guida di Lafayette, si tennero a Parigi riunioni entusiaste. Negli Stati Uniti furono raccolti fondi per la causa polacca; i governi di Francia e Regno Unito, tuttavia, non condividevano le aspirazioni del popolo polacco. Il re Luigi Filippo di Francia pensava principalmente ad assicurarsi il riconoscimento di tutti i governi europei e Lord Palmerston era in relazioni amichevoli con la Russia. L'Inghilterra guardava con allarme la rinascita dello spirito nazionale francese e non desiderava indebolire la Russia, «dato che l'Europa poteva presto riacquistare la sua forza e a impedire alla Polonia, che considerava come alleato della Francia, di divenire una "provincia francese sulla Vistola"». Austria e Prussia adottarono una posizione di neutralità benevolente verso la Russia; chiusero le frontiere polacche e impedirono il trasporto di munizioni di guerra e merci di ogni tipo.
In queste circostanze, la guerra con la Russia incominciò ad acquisire un aspetto lugubre e inquietante. I polacchi combattevano disperatamente e tentarono di incitare alla rivolta la Volinia, la Podolia, la Samogizia e la Lituania. Con l'eccezione della rivolta lituana, in cui la giovane contessa Emilia Plater e diverse altre donne si distinsero in battaglia, la guerriglia condotta nelle province di frontiera fu di minore importanza e servì solo a dare alla Russia l'opportunità di sedare le rivolte locali; è nota la strage degli abitanti della piccola città di Oszmiana in Lituania. Nel frattempo, arrivarono in Polonia nuove forze russe sotto il comando del granduca Michele, ma questi uomini andarono incontro a diverse sconfitte. Le costanti battaglie sanguinarie come quella di Ostrołęka in cui morirono 8 000 polacchi, abbatterono il morale delle forze polacche. Gli errori effettuati dai comandanti, i continui cambiamenti e le numerose dimissioni, oltre l'indolenza del generalissimo che continuò a sperare nell'intervento straniero, si sommarono al sentore della sconfitta.

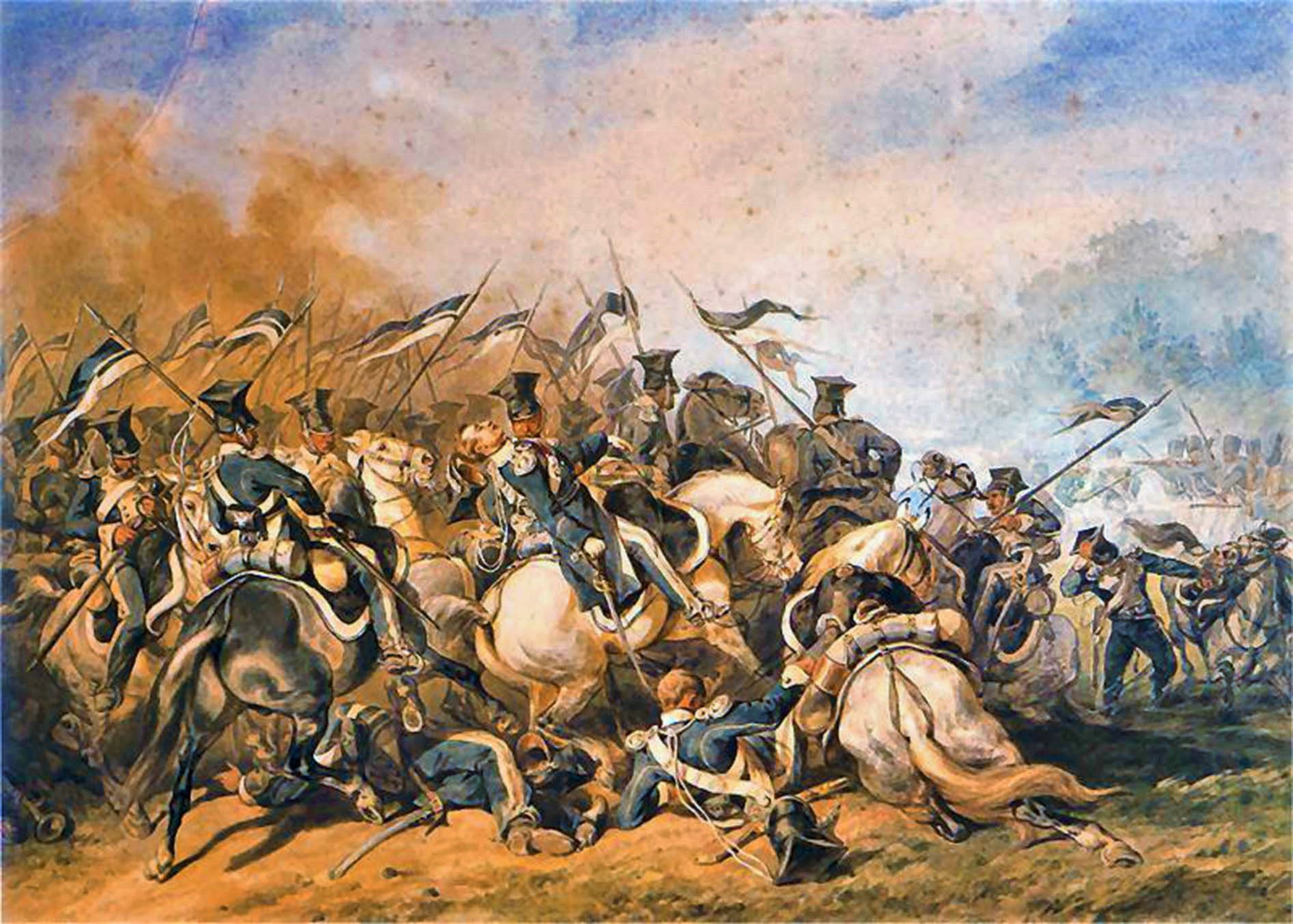
Battaglia di Ostrołęka, 1831. Dipinto di Juliusz Kossak.

Gli elementi più radicali criticarono fortemente il governo non solo per la sua inattività, ma anche per la mancanza di riforme e il fallimento nel riconoscere i diritti dei contadini al suolo che coltivavano. Il Sejm, tuttavia, temendo che i governi d'Europa potessero considerare la guerra con la Russia come rivoluzione sociale, procrastinarono le concessioni. L'iniziale entusiasmo delle classi più basse svanì e l'inettitudine del governo divenne sempre più manifesta.
Nel frattempo, le forze russe, comandate dopo la morte di Von Diebitsch dal generale Paskievitch, si stavano spostando per circondare Varsavia. Skrzynecki non riuscì a impedire che le forze russe si riunissero, e il Sejm rispose al clamore popolare per la sua deposizione con la nomina del generale Dembinski come comandante temporaneo. L'atmosfera era molto tesa: si verificarono diverse rivolte e il governo fu totalmente disorganizzato. Il conte Jan Krukowiecki fu nominato presidente del consiglio direttivo; egli aveva poca fiducia nel successo della campagna militare, ma credeva che quando gli animi si fossero calmati, avrebbe potuto continuare la guerra in modo vantaggioso.
Nonostante la disperata difesa da parte del generale Józef Sowiński, il quartiere Wola di Varsavia cadde il 6 settembre sotto le forze di Paskievitch. Il giorno seguente vide la seconda linea dei lavori difensivi della capitale, attaccati dai russi. Durante la notte del 7, il conte Krukowiecki capitolò, sebbene la città ancora resistesse. Egli fu immediatamente deposto dal governo polacco e sostituito con Bonawentura Niemojowski. L'esercito e il governo si ritirarono presso la fortezza di Modlin sulla Vistola, in seguito rinominata dai russi Novo-Georgievsk, e poi a Płock. Nuovi piani erano stati adottati quando arrivò la notizia che il corpo d'armata polacco comandato dal generale Gerolamo Ramorino, un genovese veterano dell'esercito napoleonico, impossibilitato a unirsi all'esercito principale, si era arreso dopo aver attraversato la frontiera austriaca entrando in Galizia. Divenne allora evidente che la guerra non poteva essere più portata avanti.
Il 5 ottobre 1831, la rimanenza dell'armata polacca di oltre 20 000 uomini attraversò il confine prussiano e abbandonò le armi a Brodnica piuttosto che sottomettersi alla Russia. Solo un uomo, un colonnello di nome Stryjenski, si distinse per consegnarsi personalmente alla Russia.
Seguendo l'esempio di Dombrowski di una generazione prima, il generale Bem cercò di riorganizzare i soldati polacchi di Prussia e Galizia in legioni e di dirigerli verso la Francia, ma il governo prussiano rese vano il suo piano. Gli immigrati lasciarono la Prussia in gruppi di 50 e 100, e il loro viaggio attraverso le terre tedesche fu salutato con entusiasmo dalla popolazione delle città in cui passarono. Perfino alcuni sovrani, come Antonio di Sassonia, la principessa di Weimar, Ernesto I di Sassonia-Coburgo-Gotha, duca di Gotha, parteciparono alla simpatia generale. Fu solamente sotto le pressanti richieste della Russia che i comitati polacchi di tutta la Germania dovettero essere chiusi.

## Considerazioni
Adam Jerzy Czartoryski evidenziò che la guerra con la Russia, precipitata per l'ascesa di giovani patrioti nel novembre del 1830, avvenne sia troppo presto sia troppo tardi. Alcuni scrittori sostengono che gli insorgenti avrebbero dovuto incominciare nel 1828, quando la Russia era occupata con le rivolte in Turchia e non sarebbe stata in grado di distribuire le forze a sua disposizione anche per una guerra con la Polonia. Molti critici militari, tra loro l'esimio scrittore russo Puzyrevsky rimasero di questa idea nonostante la diseguaglianza sostanziale di risorse dei due paesi, cioè che la Polonia avrebbe avuto tutte le possibilità per avere la meglio contro la Russia dirigendo la campagna attentamente. La Russia spedì oltre 180 000 uomini ben addestrati contro i 70 000 polacchi, il 30% dei quali erano soldati appena reclutati che entrarono in servizio all'aprirsi delle ostilità. "Alla luce di ciò, si potrebbe pensare che non solo fosse indiscusso il risultato della lotta, ma il suo corso avrebbe dovuto essere parte di una marcia trionfale per uno schieramento infinitamente più forte. Al contrario, la guerra durò otto mesi, sempre con dubbi successi. Alle volte l'equilibrio sembrò pendere a favore dell'avversario più debole che si misurava non solamente con i colpi, ma anche con offensive rischiose e sfide".
Non viene in genere affermato che in Polonia anarchia e mancanza di concordia siano state le cause del tracollo nazionale. Quando la rivolta ebbe inizio, la gente chiese potere assoluto per i loro comandanti e non tollerò critiche; nacque il timore che la discordia avrebbe di nuovo provocato la rovina. Sfortunatamente gli uomini scelti al comando per via dei loro successi passati, dimostrarono incapacità nell'eseguire il grande compito da loro atteso.
Militarmente la Polonia avrebbe potuto aver successo se la linea di battaglia fosse stata stabilita in Lituania e se le forze russe che arrivavano in Polonia fossero state attaccate separatamente e in modo decisivo.
Dopo la fine della Rivolta di Novembre, le donne polacche che emigrarono in Francia ebbero l'usanza di indossare bande nere e gioielli come simbolo del lutto per la loro patria perduta. Tali immagini possono essere viste nelle prime scene del film Pan Tadeusz, di Andrzej Wajda del 1999, basato sulla storia nazionale polacca.
Il poeta scozzese Thomas Campbell che ha riunito le cause dei polacchi in Pleasures of Hope, fu così toccato dalla notizia della presa di Varsavia da parte della Russia nel 1831 che la considerò come la peggiore delle calamità. "La Polonia fa preda del mio cuore giorno e notte", scrisse in una delle sue lettere e la sua partecipazione trovò reale espressione nella fondazione a Londra dell'Associazione Amici della Polonia.